# جک اسمیت (هاتمیل)
جک اسمیت (انگلیسی: Jack Smith؛ زادهٔ ۱۹۶۸ (۵۶–۵۷ سال)) یک کارآفرین و مهندس اهل ایالات متحده آمریکا است. او در سال ۱۹۹۶ همراه با صابر باتیا، اولین سرویس رایگان ایمیل مبتنی بر وب هات‌میل را راه‌اندازی کرد.
او در سال ۲۰۰۷ مدیر عامل شرکت پیروکسیمکس (Proximex) بود.